# 尖頭艷麗魚
尖頭艷麗魚，為輻鰭魚綱鱸形目隆頭魚亞目慈鯛科的其中一種，分布於非洲馬拉威湖流域，為特有種，體長可達14公分，棲息在中底層水域，生活習性不明，可作為觀賞魚。